# Eleição municipal de Paço do Lumiar em 2020
A eleição municipal da cidade brasileira de Paço do Lumiar em 2020 ocorreu em 15 de novembro do mesmo ano. A prefeita Paula Azevedo, do PCdoB, foi reeleita no primeiro turno.

## Resultado da eleição para prefeito

### Primeiro turno
| Candidatos a prefeito | Candidatos a vice-prefeito | Número | Coligação                                                                             | Votação | Percentual |
| --------------------- | -------------------------- | ------ | ------------------------------------------------------------------------------------- | ------- | ---------- |
| Paula Azevedo PCdoB   | Inaldo Pereira PSDB        | 65     | Um Paço para o progresso (PCdoB, PSDB, PSB, PT, PTB, PROS, PRTB)                      | 25.045  | 46,85%     |
| Fred Campos PL        | Tiago do IESF PDT          | 22     | Coragem para mudar (PL, PDT, Cidadania, Avante, Republicanos, Patriota, PP, PSD, PMB) | 23.501  | 43,96%     |
| Francisco Neto PSL    | Nathalia Dutra REDE        | 17     | Juntos Faremos Mais (PSL, REDE)                                                       | 2.059   | 3,85%      |
| Karla Maria PSC       | Sargento Aurélio PSC       | 20     | PSC (sem coligação)                                                                   | 1.886   | 3,53%      |
| Bamal de Iguaiba PV   | Gilma Sena PV              | 43     | PV (sem coligação)                                                                    | 500     | 0,94%      |
| Edinaldo Moura DC     | Kátia Nevez DC             | 27     | DC (sem coligação)                                                                    | 471     | 0,88%      |
| Gilberto Aroso MDB    | Pastor Sampaio Júnior MDB  | 15     | MDB (sem coligação)                                                                   | 0       | 0%         |